# Persécution des chrétiens en Union soviétique
 (juillet 2021).

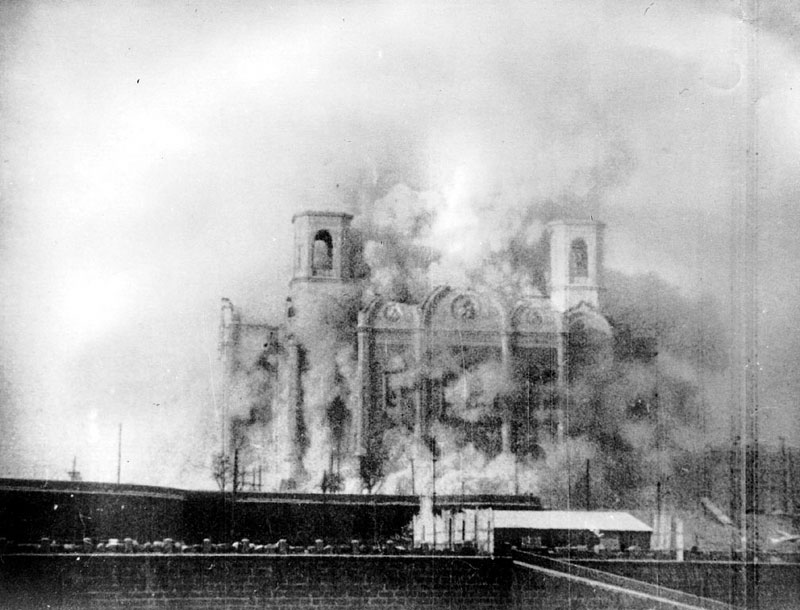
Démolition de la cathédrale du Christ-Sauveur à Moscou sur ordre de Joseph Staline, le 5 décembre 1931.

Tout au long de l'histoire de l'Union soviétique (1917 – 1991), il y a eu des périodes où les autorités soviétiques ont réprimé et persécuté les diverses formes de christianisme à des degrés différents en fonction des intérêts de l'État. La politique marxiste-léniniste soviétique préconise le contrôle, la suppression et  l'élimination des croyances religieuses et   encourage la propagation de l'athéisme marxiste-léniniste en Union soviétique. Cependant, la plupart des religions ne sont jamais officiellement interdites.
L'État préconise la destruction de la religion et, pour atteindre cet objectif, il  dénonce les croyances religieuses comme superstitieuses et arriérées,. Le Parti communiste a détruit des églises, des synagogues et des mosquées, harcelé, incarcéré et exécuté des chefs religieux, inondé les écoles et les médias d'enseignements antireligieux et  introduit son système de croyance appelé « athéisme scientifique » avec ses propres rituels et prosélytes,. Le nombre total de victimes chrétiennes sous le régime soviétique est estimé entre 12 et 20 millions d'individus,. Au moins 106 300 ecclésiastiques russes sont exécutés pendant la Grande Purge. Les croyances et pratiques religieuses persistent au sein de la majorité de la population, non seulement dans les sphères domestique et privée, mais aussi dans les espaces publics dispersés, autorisés à exister par un État qui reconnait son échec à éradiquer la religion et les dangers politiques d'une guerre culturelle

## Position officielle soviétique
Le régime soviétique a pour but l'anéantissement  des institutions et des idéaux religieux. L'idéologie communiste ne peut coexister avec  la religion, et Lénine exige que la propagande communiste emploie le militantisme ( "athéisme militant".) envers  les formes d'idéalisme et de religion,. L'athéisme militant, devenu un élément central de l'idéologie du Parti communiste de l'Union soviétique et une politique  prioritaire de tous les dirigeants soviétiques, les athées convaincus sont considérés comme des individus plus intelligents et vertueux sur le plan politique.
L'État établit l' athéisme comme la seule vérité scientifique,,. Les autorités soviétiques interdisent toute critique de l'athéisme et de l'agnosticisme jusqu'en 1936,,.
La loi soviétique n'a jamais officiellement interdit la croyance religieuse, et les diverses constitutions soviétiques ont garanti le droit de croyance, cependant l'idéologie marxiste de Lénine et de ses successeurs considére la religion comme un obstacle à la construction d'une société communiste. Mettre fin à toutes les religions (et les remplacer par l'athéisme.) est  un objectif idéologique fondamental de l’Etat soviétique. La persécution  de la religion se fait par le biais de mesures juridiques qui entravent l'exercice des activités religieuses, comme  la propagande et  l'éducation antireligieuses.
L'état cherche à contrôler les activités des organes religieux et à s'immiscer dans leurs affaires intérieures, dans le but  de les faire disparaître et contrôle les activités des dirigeants des différentes communautés religieuses.
Le Parti communiste évite de traiter ouvertement les croyants religieux comme des ennemis publics  car il estime qu'un grand nombre de personnes adhérant à une religion inclut de nombreux citoyens soviétiques loyaux que les autorités cherchent à convertir à l' athéisme.
Les croyants religieux se trouvent soumis à la propagande antireligieuse et confrontés à une législation qui restreint leurs pratiques au sein de la société soviétique mais rarement, l'État soviétique les soumet à l'arrestation, à l'emprisonnement ou à la mort en raison de leurs croyances.
Les actes de violence et les tactiques terroristes déployés, sont motivées  sur la base d'une perception de résistance à l'État.

## Comportement soviétique
Les tactiques varient au fil des ans et des situations. Certaines tactiques courantes comprennent la confiscation des biens de l'église, la ridiculisation de la religion et le Harcèlement des croyants.
Les actions envers les prêtres orthodoxes et les croyants comprennent la torture, l'exécution ou l'envoi dans des camps de prisonniers, des camps de travail et des hôpitaux psychiatriques,,,. De nombreux individus sont soumis à des punitions psychologiques ou à la torture et à des expériences de contrôle mental afin de les forcer à renoncer à leurs convictions religieuses (voir Psychiatrie punitive en Union soviétique). Au cours des cinq premières années du pouvoir soviétique, les bolcheviks ont exécuté 28 évêques  et plus de 1 200 prêtres orthodoxes russes, d'autres ont été emprisonnés ou exilés.
En Union soviétique, en parallèle de la fermeture et à la destruction méthodique des églises, le travail caritatif et social qui était autrefois assuré par les autorités ecclésiastiques est repris par l'Etat. Comme pour toutes les propriétés privées, les biens appartenant à l'Église sont confisqués et mis à disposition du peuple. Les quelques lieux de culte qui sont laissés à l'Église sont légalement considérés comme des biens de l'État que le gouvernement laisse l'Église utiliser.
Dans la période qui a suivi la Seconde Guerre mondiale, les chrétiens protestants en URSS ( baptistes, pentecôtistes, adventistes, etc.) sont envoyés de force dans des hôpitaux psychiatriques, ou ils sont  jugés et emprisonnés (souvent pour avoir refusé de faire le service militaire). Certains sont même privés de leurs droits parentaux.

## Campagne antireligieuse 1917-1921
En août 1917, à la suite de l'effondrement du gouvernement tsariste, un conseil de l' Église orthodoxe russe rétablit le patriarcat et élit le métropolite Tikhon comme patriarche.

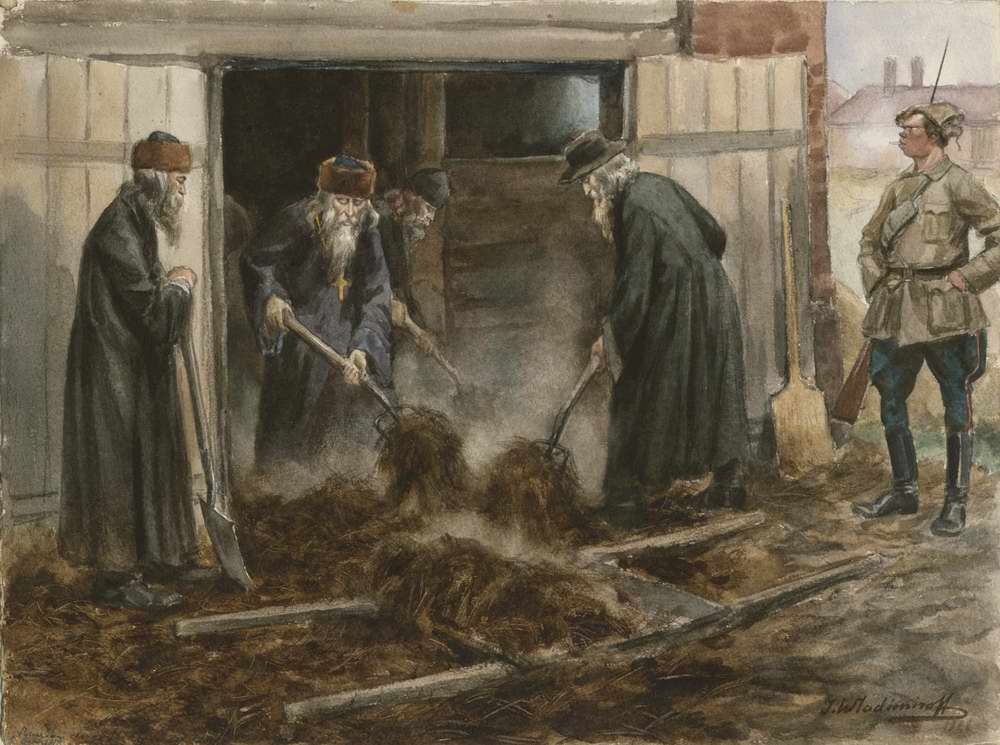
Clergé au travail forcé, par Ivan Vladimirov.

En novembre 1917, quelques semaines après la révolution, est créé le Commissariat du peuple aux Lumières, qui un mois plus tard crée l'Union panrusse des enseignants-internationalistes dans le but de retirer l'instruction religieuse des programmes scolaires . L'Administration en chef des Lumières politiques (Glavpolitprosvet) est créée en novembre 1920 afin d'intensifier la propagande antireligieuse dans le système scolaire.
Au début de 1918, le décret de Lénine sur la séparation de l'Église et de l'État  prive l'Église  officielle de son statut de personne morale, du droit de posséder des biens ou d'enseigner la religion dans les écoles publiques et privées ou à tout groupe de mineurs. Le décret abolit les privilèges de l'Église et met ainsi fin à l'alliance entre l'Église et l'État. Le clergé attaque le décret et la direction de l'Église  lance un appel  aux croyants afin d' empêcher l'application du décret.
Le décret détermine la relation entre l'école et l'église. « L'école sera séparée de l'église », dit le décret. «L'enseignement des doctrines religieuses dans tous les États et dans les établissements d'enseignement publics, ainsi que dans les établissements d'enseignement privés où sont enseignées des matières générales, n'est pas autorisé. Les citoyens peuvent enseigner et apprendre la religion en privé ».
Le 19 janvier 1918 (calendrier julien), le patriarche Tikhon de Moscou excommunie la direction soviétique pour avoir mené cette campagne. En représailles, le régime arrête et tue des dizaines d'évêques, des milliers de membres du bas clergé, de moines et des de laïcs. La saisie des biens de l'Église au cours des années suivantes est marquée par une campagne de terreur.
Pendant la guerre civile russe, de nombreux religieux sont  tués. Certains sont morts à la suite de violences endémiques et d'autres exécutés par les services de sécurité de l'État pour avoir soutenu les armées blanches. L'Église affirme que pendant la Révolution, 322 évêques et prêtres ont été tués. Entre juin 1918 et janvier 1919, des personnalités officielles de l'Église (qui n'incluaient pas la région du Volga, la Kama et plusieurs autres régions de Russie) ont affirmé qu'un métropolite, dix-huit évêques, cent deux prêtres, cent cinquante-quatre diacres et quatre-vingt-quatorze moines / nonnes avaient été tués (laïcs non enregistrés). L'estimation de 330 membres du clergé et des moines tués en 1921 est probablement sous-estimée, en raison du fait que 579 monastères / couvents avaient été liquidés pendant cette période et que  pendant ces liquidations il y a eu des exécutions massives de moines / nonnes.
Pendant la guerre civile, des sections de l'Église orthodoxe russe ont soutenu les acteurs anti-soviétiques comme les Koltchak et Dénikine . En 1918, l'évêque d'Oufa prononce des discours xénophobes et anti-bolcheviques et rallie le peuple à la cause blanche.
En juillet 1918, lorsqu'il apprend l'exécution de la famille Romanov, l'archevêque d'Ekaterinbourg  organise des manifestations de protestation et  lorsqu'en février 1919, l'amiral Koltchak prend la ville, il célèbre la victoire. Sur les fronts sibérien et ukrainien, les « régiments de Jésus-Christ », organisés par les hiérarques orthodoxes épaulent les armées Blanches. En décembre 1918, le prêtre Georgy Shavelsky rejoint l'agence de propagande du gouvernement Blanc du Sud.
La violence généralisée des membres de l'Armée rouge envers l'Église n'est pas ouvertement soutenue par Lénine, mais au cours des années suivantes, des responsables soviétiques de haut rang, dont Emelian Yaroslavsky, revendiquent la responsabilité  des exactions  justifiant la violence en affirmant que l'Église était belliqueuse.
L'Église soutient la tentative de coup d'État contre-révolutionnaire du général Kornilov, aide les rébellions de Kerensky et de Krasnov et appelle les croyants à lutter contre le nouvel État et même à le combattre par la force. Tikhon fait appel « au peuple orthodoxe» pour qu'il se  comporte en martyrs pour défendre sa religion (« Il vaut mieux verser son sang et recevoir la couronne de martyr que de laisser les ennemis profaner la foi orthodoxe ». )
La plupart des membres du clergé  réagissent avec hostilité à la révolution russe. Pendant la guerre civile, dans l'espoir d'une restauration du régime prérévolutionnaire, certains représentants du clergé orthodoxe russe collaborent ou  sympathisent avec les armées Blanches et les armées d'invasion étrangères. L'Église exprime son soutien à la tentative de coup d'État contre-révolutionnaire du général Kornilov et adopte la promulgation du statut juridique de l'Église en Russie dans l'espoir de faire valoir les droits dont l'Église avait joui pendant des siècles sous l'ancien régime.
L'opposition de l'Église au gouvernement soviétique fait partie d'un mouvement contre-révolutionnaire général.
Dans les premiers jours après la victoire du soulèvement armé d'octobre à Petrograd, le clergé aide la rébellion de Kerensky et Krasnov. L'activité du conseil local de Moscou soutient les cadets mutinés. Lorsque les rebelles s'emparent du Kremlin, les cathédrales et ses clochers sont immédiatement mis à leur disposition.
Au niveau national, la résistance de l'Église n'est pas organisée et Tikhon n'a jamais donné sa bénédiction aux forces blanches. Le patriarche qui déclare sa neutralité pendant la guerre civile tente de donner des instructions à l'Église orthodoxe russe pour une neutralité politique et le désengagement. La propagande de l'époque prétend qu'il s'agissait d'un subterfuge afin de cacher  la position réelle de l'église censée soutenir le retour du tsarisme.
Le subterfuge révisionniste est démontré par les actes de brutalité documentés par les Rouges envers les orthodoxes comme l' exécution des prisonniers désarmés,  la torture des croyants, l'exécution des femmes et des enfants des prêtres, contredisant la proclamée « légitime défense ».[incompréhensible]
La propagande antireligieuse athée est considérée  essentielle par le parti de Lénine depuis ses débuts pré-révolutionnaires et le régime ne tarde pas à créer des journaux athées afin d'attaquer la religion. Le premier journal est édité sous le nom de Révolution et Église (Revolustiia i tserkov). À l'origine l'idéologie Rouge estime que la religion disparaîtra  avec l'avènement de la révolution et que son remplacement par l'athéisme est inévitable. Cependant, la direction du nouvel État constate le contraire   et que des moyens plus importants doivent être déployés.
À cette fin, en 1920, la propagande athée est centralisée sous le département d'Agitation et de Propagande du Comité central du PC (Agitprop) en se référant aux lignes directrices de l'article 13 du Parti communiste russe (RCP) adopté par le 8e congrès du parti.

L'article 13 stipule :

« En ce qui concerne la religion, le PCR ne sera pas satisfait par la séparation décrétée de l'Église et de l'État... Le Parti vise à la destruction complète des liens entre les classes exploitantes et ... la propagande religieuse, tout en aidant à la libération effective des masses ouvrières des préjugés religieux et en organisant la propagande éducative et antireligieuse la plus large possible. En même temps, il faut soigneusement éviter toute insulte aux sentiments des croyants, qui conduirait à l'endurcissement du fanatisme religieux. »

 L'article est fondamental  pour la politique antireligieuse en URSS et jouera un rôle dans les luttes de pouvoir ultérieures entre les différents dirigeants soviétiques.
Après la révolution, jusqu'en 1929 des débats publics ont  lieu entre chrétiens et athées. Parmi les principaux participants du côté athée figure le commissaire aux Lumières Anatoli Lounatcharski. Les gens font la queue pendant des heures pour assister aux débats.
Parfois les autorités limitent la parole des chrétiens à dix minutes ou annulent les débats à la dernière minute. Le professeur VS Martsinkovsky, un orthodoxe converti au protestantisme évangélique, est l'un des meilleurs du côté religieux. Lunacharsky aurait annulé l'un de ses débats contradictoires après avoir été mis en difficulté dans un précédent débat. En 1921, une  foule d'agitateurs du Komsomol arrive à l'un des débats de Martsinkovsky et occupe les deux premiers rangs et lorsque celui-ci  prend la parole il est lâché par ses supporteurs qui affirment qu'il ne dit pas ce qu'il avait été décidé en amont.

## Campagne antireligieuse 1921-1928
Le dixième congrès du PCUS se réunit en 1921 et adopte une résolution appelant à `` une organisation, un leadership et une coopération à grande échelle dans la tâche d'agitation et de propagande antireligieuse parmi les travailleurs, en utilisant les médias de masse, films, livres, conférences et autres systèmes.
Lorsque les dirigeants de l'Église, en vertu de la constitution, exigent la liberté de religion, les communistes répondent par la terreur en assassinant le métropolite de Kiev et en exécutant 28 évêques et 6 775 prêtres. Malgré des manifestations de masse en faveur de l'Église, la répression intimide la plupart des dirigeants ecclésiastiques qui finalement se soumettent.
En août 1921, une réunion plénière du Comité central du PCUS (la plus haute direction de l'État) adopte une instruction en 11 points sur l'interprétation et l'application de l'article 13 (mentionné ci-dessus). Il fait la distinction entre les croyants religieux et les autres permettant à ces derniers d'être membres du parti s'ils se dévouent au communisme, mais en contrepartie, ils doivent être rééduqués pour devenir athées. Il appelle à la modération dans la campagne antireligieuse et souligné que l'État lutte contre toutes les religions et pas simplement contre  l'église orthodoxe.
Les débats publics commencent à être supprimés après le 10e congrès, puis suspendus en 1929 et remplacés par des conférences publiques d'athées. VS Martsinkovsky est arrêté et envoyé en exil en 1922 en raison de ses prêches qui attirent les gens vers la religion. Il proclame qu'il pourrait revenir dans quelques années, une fois que les travailleurs seront devenus plus sages (il n'a jamais été autorisé à rentrer au pays).
Dans les années 1920, l'Église tente de créer des académies religio-philosophiques gratuites, des cercles d'étude et des périodiques, mais Lénine  contre cette initiative en mettant fin à ces actes par la force en arrêtant et expulsant les organisateurs.
Malgré l'instruction d'août 1921, l'État  prend une ligne  dure contre l'Église orthodoxe sous prétexte qu'elle est un héritage du passé tsariste. Léon Trotsky veut que le patriarche Tikhon soit tué, mais Lénine l'interdit de peur que se reproduise le même scénario que celui du patriarche Hermogène, tué par les Polonais lorsqu'ils occupaient Moscou en 1612,.
Afin d'affaiblir l'Église orthodoxe, l'État soutient un schisme appelé secte Rénovationiste, en lui donnant une reconnaissance légale en 1922 et en continuant à terroriser les  orthodoxes, les privant de moyens légaux d'existence Le patriarche a été arrêté en 1922  et sa chancellerie a été prise en charge par les Rénovationistes.qui ont rétabli un Saint Synode  et  divisé le clergé et les fidèles.
Dans les années 1920, la famine sévit en Russie. En 1921, les ouvriers et employés  proposent  que la richesse de l'église soit utilisée pour soulager la faim. Ces propositions sont soutenues par certains ecclésiastiques. En août 1921, le patriarche Tikhon lance un message au peuple russe l'appelant à aider les victimes de la famine et  donne sa bénédiction pour les dons volontaires d'objets de valeur de l'église non  utilisés dans les services liturgiques. Le  26 février 1922, le comité exécutif central panrusse de la RSFSR publie un décret selon lequel en réponse aux demandes du peuple, tous les objets de valeur de l'Église doivent être expropriés . Cette action est considérée comme un sacrilège selon le 73e Canon apostolique de l'Église orthodoxe. Pour cette raison, Tikhon et de nombreux prêtres s'opposent à donner une partie des objets de valeur, doutant que les objets servent à aider les affamés. Tikhon menace les ecclésiastiques et laïcs qui offrent les richesses de l'église.
En vertu du décret, une partie des articles en or et en argent est confisquée et les biens mobiliers sont mis gratuitement à la disposition des croyants par l'État. Les articles en métaux précieux sont prélevés avec prudence et les membres du clergé sont informés à l'avance de la procédure et des dates de confiscation. Il est stipulé que le processus d'expropriation n'entrave pas le culte, ni ne porte atteinte aux intérêts des croyants.
Les rapports de police soviétiques de 1922 affirment que la paysannerie (et en particulier les femmes) considère Tikhon comme un martyr après son arrestation pour sa prétendue résistance et que le clergé « progressiste »  est un traître à la religion. Des rumeurs circulent selon lesquelles les Juifs dirigeraient l'administration suprême de l'Église soviétique, et pour cette raison, Lénine interdit à Trotsky de s'impliquer dans la campagne et empêche que des postes clés soient attribués aux personnes d'origine juive.
Un fait sanglant dans une ville appelée Shuia incite Lénine a écrire que les ennemis leur ont bêtement offert une grande opportunité par cette action. Il pense que à cause  de la famine, les masses paysannes ne soutiennent pas l'emprise de l'église sur ses objets de valeur et que sa résistance lui donne l'occasion d'agir contre elle Otto von Radowitz, le conseiller à l'ambassade d'Allemagne à Moscou, note que la campagne est une provocation délibérée pour amener le clergé à réagir afin de trouver un prétexte pour l'attaquer.
Lénine souligne que la campagne de l'église peut être utilisée comme prétexte aux yeux du peuple pour attaquer l'église et anéantir le clergé.
Le sixième secteur de l'OGPU, dirigé par Yevgeny Tuchkov, commence à arrêter et à exécuter des évêques, des prêtres et des fidèles, comme en 1922 le métropolite Veniamin à Petrograd au motif  qu'il a refusé d'accéder à la demande de remise d'objets de valeur de l'église, dont  des reliques sacrées. L'archevêque Andronik de Perm, qui a travaillé comme missionnaire au Japon est abattu après avoir été forcé de creuser sa propre tombe. L'évêque Germogen de Tobolsk, qui a volontairement accompagné le tsar en exil, est attaché à la roue à aubes d'un bateau à vapeur et est mutilé par les pales en rotation.[réf. nécessaire]
En 1922, le camp à vocation spéciale de Solovki , premier camp de concentration russe et ancien monastère orthodoxe, est établi dans les îles Solovki, dans la Mer Blanche.
Dans les années allant de 1917 à 1935, 130 000 prêtres orthodoxes russes sont arrêtés; 95 000 sont mis à mort, exécutés par un peloton. Le père Pavel Florensky, exilé en 1928 et exécuté en 1937, est l'un des nouveaux martyrs de cette période.
Au cours des cinq premières années qui ont suivi la révolution bolchevique, un journaliste anglais  estime que 28 évêques et 1 215 prêtres ont été exécutés,. Des preuves plus récentes  indiquent qu'en 1922 pendant le conflit, plus de 8 000 personnes ont été tuées.
Avec la conclusion de la campagne de la  saisie des objets de valeur de l'église, la campagne de terreur contre l'église est momentanément suspendue. Les fermetures d'églises prennent fin  et les abus font l'objet d'une enquête. Néanmoins la guerre de propagande se poursuit et les institutions publiques s'efforcent de purger les opinions religieuses des intellectuels et des universitaires,.
L'hypothèse marxiste selon laquelle la religion disparaîtrait d'elle-même  a été remise en question de manière pragmatique à mesure que la religion persistait. Les dirigeants soviétiques ont débattu de la meilleure façon de combattre la religion. Les positions allant de la croyance «de droite» selon laquelle la religion mourrait d'elle-même naturellement avec une éducation croissante et la croyance «de gauche» selon laquelle la religion devait être fortement attaquée. Lénine a appelé à la lutte pour diffuser l'athéisme « la cause de notre État ».
Le gouvernement a mis en œuvre difficilement l'éducation antireligieuse dans les écoles, en raison d'une pénurie d'enseignants athées. L'éducation antireligieuse a commencé dans les écoles secondaires en 1925.
A la fin des années 1920, l'État change de position sur les rénovateurs et commence à les considérer comme une menace indépendante en raison de leur succès dans la conversion des gens vers la religion. Tikhon est mort en 1925 et les Soviétiques interdisent la tenue d'élections patriarcales. En 1927, Locum tenens patriarcales métropolite Serge (Stragorodsky, 1887-1944) publie une déclaration, acceptant l'autorité soviétique sur l'Église, promettant sa coopération et condamnant la dissidence politique au sein de l'église.
Cette acceptation a pour finalité  d'assurer la survie de l'église. Le métropolite Sergius exprime sa « loyauté » envers le gouvernement soviétique et s'est  abstenu de critiquer l'État de quelque manière que ce soit. Cette attitude de loyauté provoque cependant  des divisions au sein de l'Église, des fidèles s'opposent à Sergius, et à l'étranger, les Russes d'Amérique et d'Europe occidentale rompent les relations avec Moscou.
Par cette acceptation, Stragorodsky s'est octroyé le pouvoir du métropolite Pierre emprisonné, contre sa volonté de ce dernier et contre le précepte du canon apostolique XXXIV. Ce fait conduit à une scission entre l'Église orthodoxe russe hors de Russie et l'« Église des catacombes » au sein de l'Union soviétique, restées fidèles aux Canons des Apôtres, se détachant de la partie de l'église dirigée par le schisme du métropolitain Sergius, parfois appelé sergianisme.
En raison de ce désaccord canonique, il est impossible d'établir quelle église est le successeur légitime de l'Église orthodoxe russe qui avait existé avant 1925,.
En 1927, l'État tente de réparer le schisme en ramenant les rénovateurs dans l'Église orthodoxe, en partie pour que les premiers puissent être mieux contrôlés par des agents présents dans la seconde.
Le Komsomol et ensuite le LMG essaient de mettre en œuvre la résolution du 10e Congrès. Le Komsomol organise des manifestations diffamatoires comme des « Noëls du Komsomol » et des « Pâques du Komsomol » blasphématoires dirigés par des hooligans déguisés en clergé orthodoxe. Les processions incluent l'incendie d'icônes, de livres religieux, d'images  du Christ, de la Vierge, etc. Néanmoins, la campagne de propagande est un échec et de nombreuses personnes sont restées fidèles à leurs convictions religieuses. L'église a organisé ses propres événements publics et  concurrence la propagande antireligieuse pendant ces années.

## Campagne antireligieuse 1928-1941
Dans les années 1930, de nombreux membres de l'Église orthodoxe sont tués ou envoyés dans des camps de travail . Entre 1927 et 1940, le nombre d'églises orthodoxes passe de 29 584 à moins de 500. L'année décisive est 1929, lorsque la politique soviétique met en place de  nouvelles lois servant de base à la  persécution antireligieuse des années 1930.
En 1928, l'éducation antireligieuse est introduite et  s' intensifie dans le système éducatif. Le gouvernement procède à une purge massive d'intellectuels chrétiens de l'Église dont la plupart sont morts dans les camps ou en prison et soutient la propagande officielle selon laquelle seuls les arriérés croient en Dieu.
La résistance  de l'église envers la propagande athée incite en 1929 au vote de nouvelles lois sur les  associations religieuses ainsi que des amendements à la constitution, interdisant toute forme d'activités publiques, sociales, communautaires, éducatives, éditoriales ou missionnaires aux croyants religieux. Ces restrictions provoquent la circulation illégale  de tracts religieux ( samizdat). D'autres mesures sont  introduites visant à paralyser l'église, en rendant  illégale la tenue d'activités religieuses  en dehors des services liturgiques dans les murs des quelques églises restant ouvertes.
La Ligue des militants sans Dieu de Yemelyan Yaroslavsky, constitue le principal instrument de la campagne antireligieuse. Elle se voit allouer des pouvoirs spéciaux qui lui  permettent de dicter aux institutions publiques dans tout le pays ce qu'elles doivent faire pour la campagne.
Après 1929 et dans les années 1930, la fermeture des églises, les arrestations massives du clergé et des laïcs pratiquants et la persécution de personnes pour avoir fréquenté l'église atteignent des proportions sans précédent,. Le LMG utilise des tactiques terroristes contre les croyants afin de faire progresser la campagne, en utilisant le prétexte de protéger l'État ou de poursuivre les contrevenants. Le clergé est attaqué sous prétexte qu'il a dans ses rangs des espions étrangers et des procès sont menés envers les évêques ainsi que des adhérents laïcs signalés comme des «gangs terroristes subversifs» démasqués. La propagande officielle de l'époque appelle à bannir de l'Union soviétique le concept  de Dieu. Ces persécutions visent à contribuer à l’élimination de la religion. De 1932 à 1937, Joseph Staline instaure les «plans quinquennaux de l'athéisme» et le LMG est chargé d'éliminer du pays, toute expression religieuse .
Le débat entre les partis «de droite» et «de gauche» sur la meilleure façon de combattre la religion trouve une conclusion après 1930 lorsque l'État condamne les extrêmes des deux côtés. Les dirigeants marxistes qui ont pris l'une ou l'autre position sur cette question se sont vus  attaqués par un Staline paranoïaque ne tolérant pas que d'autres parlent en tant qu'autorités de la politique publique.
À la suite de l'article de Staline de 1930 «L'étourdissement du succès» une accalmie dans la persécution s'installe jusqu'en 1933. Cependant, par la suite elle reprend son cours.
En 1934, la persécution de la secte Rénovationniste commence à atteindre les proportions de la persécution de l'ancienne église orthodoxe.
Au cours des purges de 1937 et 1938, les documents de l'église indiquent que 168 300 membres du clergé orthodoxe russe ont été arrêtés. Parmi ceux-ci, 106 300 ont été abattus. Plusieurs milliers de victimes de persécution sont reconnues dans un canon spécial de saints connu sous le nom de "nouveaux martyrs et confesseurs de Russie".
Un déclin de la campagne se produit à la fin des années 1930. Le ton de la campagne antireligieuse devient plus modéré jusqu'au déclenchement de la Seconde Guerre mondiale..
Selon les chiffres officiels soviétiques, en 1937 jusqu'à un tiers de la population urbaine et les deux tiers de la population rurale ont encore des croyances religieuses. Cependant, la campagne antireligieuse de la dernière décennie et les tactiques terroristes du régime ont  éliminé  les expressions publiques de religion et les rassemblements communautaires de croyants en dehors des murs des quelques églises qui tiennent encore des offices.

## Rapprochement de la Seconde Guerre mondiale
En 1939-1940 l'URSS a annexé de nouveaux territoires, dont la Pologne orientale, les républiques baltes et une partie de la Finlande. Le travail antireligieux dans ces territoires est laxiste par rapport au reste du pays, qui dans son ensemble  après les annexions connait une baisse des persécutions. La semaine normale de travail de sept jours est ramenée en 1940.
En juin 1941, Hitler envahit l'Union soviétique et de nombreuses églises sont rouvertes sous l'occupation allemande. Staline met fin à la campagne antireligieuse afin de rallier le pays et d'empêcher un soutien nazi présent dans certaines régions au début de l'invasion. En septembre 1941, trois mois après l'attaque nazie, les derniers périodiques antireligieux sont fermés, officiellement en raison d'une pénurie de papier. Des églises sont rouvertes en Union soviétique et la Ligue des militants sans Dieu est dissoute. Emelian Yaroslavsky, le chef et fondateur du LMG, qui a mené toute la campagne antireligieuse nationale dans les années 1930, s'est retrouvé à écrire un article louant l'orthodoxe chrétien Fyodor Dostoyevsky pour sa haine présumée envers les Allemands.
Pendant l'occupation, parfois avec des menaces, les forces allemandes, tout en permettant une plus grande tolérance religieuse, tentent de rompre la loyauté de l'Église orthodoxe envers le patriarche de Moscou. Sous l'occupation, les partisans nationalistes bandéristes ukrainiens tuent  des membres du clergé qui ont conservé leur loyauté envers le patriarche. Les Allemands, tout en autorisant la réouverture des églises et de la vie religieuse dans la région occupée, n'ont pas permis la réouverture des séminaires en raison de l'objectif d'occupation d'éliminer l'éducation des peuples slaves, qui serait réduite au maximum aux deux premiers grades de l'école  primaire.
Joseph Staline relance l'Église orthodoxe russe afin d' intensifier le soutien patriotique à l'effort de guerre. Il présente la Russie comme un défenseur de la civilisation chrétienne, dans le but d'exploiter le potentiel de l' Église « capable d'éveiller le peuple mieux que le parti ». Le 4 septembre 1943, les métropolites Sergius (Stragorodsky), Alexius (Simansky) et Nicholas (Yarushevich) sont officiellement reçus par le dirigeant soviétique Joseph Staline qui leur propose de créer le patriarcat de Moscou. Ils reçoivent la permission de convoquer un conseil le 8 septembre 1943, qui élit Sergius patriarche de Moscou et de toute la Russie . L'église s'octroie une fois de plus une présence publique et adopte des mesures réaffirmant sa structure hiérarchique en contradiction de  la législation de 1929 et du décret de Lénine de 1918. Cependant, la législation officielle n'est pas abolie, ce qui donne à penser que les autorités ne considèrent pas que cette tolérance soit permanente. Ce fait est considéré par certains comme une violation du canon apostolique XXX, car aucune hiérarchie d'église ne peut être consacré par des autorités séculières. Un nouveau patriarche est élu, des écoles théologiques sont ouvertes et des milliers d'églises commencent à fonctionner. Le séminaire de l'Académie théologique de Moscou, fermé depuis 1918 est rouvert.
De nombreux membres du clergé survivants rentrent des camps ou des prisons, bien que n'y étant pas autorisés à moins de renoncer à leur poste. Certains membres du clergé qui n'ont pas reconnu l'engagement de 1927, comme l'évêque Afanasii (Sakharov), reconnaissent la validité de la nouvelle élection et encouragent les membres de l'église clandestine à le faire également, mais malgré cela, ils ne sont pas autorisés à rentrer d'exil .
Même après le rapprochement, des moyens terroristes sont encore parfois utilisés. Après que l'Armée rouge ait repris les territoires occupés, de nombreux membres du clergé de ces territoires sont arrêtés et envoyés dans des prisons ou des camps pour de longues périodes, prétendument pour collaboration avec les Allemands, mais effectivement pour leur apport à la reconstruction de la vie religieuse sous l'occupation.
Le prêtre de Riga Nikolai Trubetskoi (1907-1978) par exemple, a vécu sous l'occupation nazie de la Lettonie, et lorsque les Allemands se sont retirés de Lettonie en 1944, il s'est échappé d'un bateau d'évacuation allemand et s'est caché pour attendre l'Armée rouge, mais il a été arrêté par le NKVD et condamné à dix ans de travaux forcés pour collaboration avec l'ennemi, ceci parce que sous l'occupation, il avait été un pasteur zélé et avait accompli un travail missionnaire efficace. En référence au travail missionnaire dans le territoire occupé près de Leningrad, il écrit: «Nous avons ouvert et re-consacré des églises fermées, procédé à des baptêmes de masse. Il est difficile d'imaginer comment, après des années de domination soviétique, les gens ont faim de la Parole de Dieu. Nous avons marié et enterré des gens; nous n'avions  pas le temps de dormir. Je pense que si une telle mission était déployée aujourd'hui [1978] dans l'Oural, la Sibérie ou même l'Ukraine, nous verrions le même résultat ».
Avant la guerre, au moment où les Allemands occupaient la ville, le métropolite Iosif (Tchernov) (1893-1975), évêque de Taganrog, avait passé neuf ans dans les prisons et les camps soviétiques. Il a profité de l'occasion de l'occupation pour relancer la vie de l'Église mais il subit les menaces des nazis pour être resté fidèle au patriarche de Moscou. Après la retraite des nazis, il est condamné à onze ans de travaux forcés en Sibérie orientale pour avoir relancé la vie ecclésiale. Il est libéré en 1955. De 1921 à 1939, l'archevêque Veniamin (1900-1976) de Poltava a vécu sur le territoire qui appartenait à la Pologne . Il est consacré évêque en 1941 juste avant l'invasion, et résiste à la pression des forces d'occupation afin qu'il rompe les relations avec le patriarche à Moscou. Après la retraite des Allemands, il est arrêté et emprisonné pendant douze ans dans les camps de la Kolyma.
Ces arrestations ont été perpétrées même dans les territoires non occupés par les Allemands. Par exemple, en avril 1946, il y a une vague d'arrestations à Moscou concernant les membres du clergé appartenant au groupe de l'évêque Afanasii, revenu à l'église officielle. Ils ont été condamnés à de longues peines de travaux forcés. De nombreux laïcs ont également été arrêtés et emprisonnés, dont le philosophe religieux SI Fudel. La plupart d'entre eux étaient déjà en prison et jusqu'à la mort de Staline peu d'entre eux verront la liberté . Le père spirituel du groupe, le père Seraphim (Batiukov), est mort en 1942, mais son corps a été déterré et transféré  afin d'empêcher les pèlerinages sur sa tombe.
Au fur et à mesure que l'Armée rouge repousse de Russie l'armée allemande et que la victoire se dessine, la propagande antireligieuse recommence. En 1944 et 1945 Le Comité central publie de nouvelles résolutions appelant à un renouvellement de la propagande antireligieuse. Sous Staline la propagande était principalement limitée aux mots et sa cible principale était le Vatican . Avec la construction du «rideau de fer» à travers les pays comptant un grand nombre de catholiques romains, cette politique vise en partie à isoler les pays communistes de l'influence du Vatican. Les caricatures de Pie XII et d'autres évêques catholiques les dépeignent comme des bellicistes et des partisans des brutalités policières. Cette propagande s'est accompagnée de la liquidation des églises uniates (églises catholiques de rite oriental) en Ukraine, en Tchécoslovaquie, en Pologne et en Roumanie qui ont été fusionnées de force avec l'église orthodoxe. L'Église luthérienne des territoires baltes et  l'Église catholique romaine ont toutes deux été l'objet d'attaques pour le motif  que l'État les considérait comme diffuseuses des influences étrangères. Les luthériens en particulier étaient accusés d'avoir ouvertement soutenu la conquête allemande.

## L'ère d'après-guerre
Entre 1945 et 1959, l'organisation officielle de l'Église s'est élargie, bien que des membres du clergé aient parfois été arrêtés et exilés. Le nombre d'églises ouvertes atteint 25 000. En 1957, environ 22 000 églises orthodoxes russes sont actives. En 1959, Nikita Khrouchtchev a lance sa propre campagne contre l'Église orthodoxe russe et force à la fermeture environ 12 000 églises. En 1985, moins de 7000 églises restent actives[réf. nécessaire].
Dans l'immédiat après-guerre l'Église gréco-catholique ukrainienne et son clergé sont  l'une des principales victimes des autorités soviétiques. En 1945, les autorités soviétiques ont arrêté, déporté ou condamné aux camps de travaux forcés en Sibérie  le métropolite de l'église Josyf Slipyj et neuf évêques, ainsi que des centaines de membres du clergé et d'éminents militants laïcs. Tout en étant restreinte dans le reste du pays, l'Église orthodoxe est encouragée à s'étendre dans l'ouest de l'Ukraine afin d'éloigner les croyants des catholiques ukrainiens.
Pendant le dégel post-stalinien, les évêques susmentionnés et des ecclésiastiques sont morts dans les prisons, camps de concentration ou peu de temps après leur libération. Le pape métropolite Josyf Slipyj fait exception à la règle. En effet, après 18 ans d'emprisonnement et de persécution, il a été libéré grâce à l'intervention du Jean XXIII. Arrivé à Rome, il reçoit le titre d'archevêque majeur de Lviv et est nommé cardinal en 1965. Tous les monastères de rite oriental ont été fermés en 1953.
Les croyants orthodoxes ont lutté pour garder les églises qui ont été rouvertes pendant la guerre. Certaines d'entre elles ont été fermées par le Conseil des affaires de l'Église orthodoxe, qui a  tenté d'empêcher les évêques d'utiliser des mesures disciplinaires pour immoralité, envers les membres d'église. Les plénipotentiaires locaux du Conseil pour les affaires de l'Église orthodoxe ont déployé beaucoup d'efforts pour empêcher le clergé de protéger les églises nouvellement rouvertes. En 1949, trois des cinquante-cinq églises du diocèse de Crimée ont été fermées, en partie  pour réduire le prestige et les réalisations du martyr-évêque Luka. Afin de procéder  à de nouvelles fermetures, une nouvelle mesure est instaurée. Elle  permet de fermer des églises si elles n'ont pas été desservies par un prêtre pendant six mois. Cette nouvelle mesure, associée à la pénurie de clergé d'après-guerre causée par le régime, a permis la fermeture de nombreuses églises.
Dans la période d'après-guerre, les protestants ont aussi observé une plus grande tolérance. Les baptistes, cependant, sont considérés avec une grande suspicion pour leur prosélytisme et leurs liens étroits avec l'étranger, en particulier avec les États-Unis.
Le 29 août 1945, sont instituées des exonérations fiscales pour les monastères. La tolérance de Staline envers la religion est limitée et l'État ne tolère pas que les prêtres comme les Sakharovites s'activent sur l'expansion de la religion. En 1945, Manuil est nommé chef du diocèse d'Orenbourg dans le sud de l'Oural où rouvre de nouvelles paroisses, rallume les feux de la foi  et déclenche un renouveau religieux dans la région. Il est arrêté en 1947 et condamné à huit ans de travaux forcés. Dimitri Dudko est arrêté pour des poèmes religieux, et un groupe d'étudiants de l'Université de Moscou qui a lancé un groupe d'étude religio-philosophique à la fin des années 1940 est aussi arrêté. Ce  groupe a été créé en 1946-1947 par Ilia Shmain, une jeune de 16 à 17 ans, étudiante en philologie. Shmain prétend que la philosophie matérialiste est insuffisante pour expliquer les questions existentielles et a formé un club où le groupe a discuté d'art, de philosophie et de religion orientales et du christianisme. Ayant prévu de se faire baptiser le groupe est arrêté le 19 janvier 1949 puis condamné à 8-10 ans de travaux forcés avec l'accusation de critiquer les préceptes athées du marxisme-léninisme. Le séminaire théologique de Saratov a été fermé en 1949.
Les décrets administratifs et les articles politiques du code pénal ont continué à être utilisés pour les persécutions envers les croyants religieux actifs  qui tentaient de diffuser la foi.
Pendant la vie de Staline, il y a eu peu d'attaques physiques contre l'Église, mais la persécution s'est intensifiée en 1947. Il  est de nouveau déclaré que l'appartenance au Komsomol ou l'exercice d'un poste d'enseignant est incompatible avec la croyance religieuse. La propagande antireligieuse est renouvelée dans les journaux, mais avec moins de force qu'auparavant. Souvent, la propagande s'abstient de mentionner spécifiquement la religion en utilisant un euphémisme.
À partir de 1946, la presse soviétique commence à critiquer les attitudes passives à l'égard de la religion, en particulier dans les organisations de jeunesse comme le Komsomol et les Pionniers exigent la réactivation de la propagande antireligieuse à tous les niveaux.
En 1947, est créée la Znanie (connaissance), Société pour la diffusion des connaissances politiques et scientifiques, héritant en tant qu'organe de propagande antireligieuse du rôle laissé par le LMG,. Cette  institution est plus ouverte, même les croyants religieux peuvent y adhérer. En 1949, elle prétend avoir 40 200 membres titulaires et associés. En 1949, le Comité central du PCUS critique l'organisation, demandant  qu'il ait plus de contenu idéologique dans ses conférences et que celles-ci  soient soumises pour approbation avant leur tenue.
En 1950, elle prétend avoir 243 000 membres titulaires et associés avec 1 800 membres institutionnels, atteignant en 1972, 2 470 000 membres, dont 1 700 membres de l'Union et des académiciens républicains des sciences et 107 000 professeurs et docteurs en sciences. Elle dirigerait des « Maisons de l'athéisme scientifique » dans les villes soviétiques.
L'Académie des sciences de l'URSS a publié son premier périodique athée d'après-guerre en 1950, suivi d'un second en 1954.
Le 7 juillet 1954, le Comité central du PCUS  note que l'Église orthodoxe et d'autres sectes chrétiennes ont réussi à attirer de nombreux jeunes avec leurs sermons et leurs activités publiques illégales en vertu de la législation de 1929 et que de plus en plus de gens se rendent aux services religieux. Le Comité appelle donc les institutions publiques à intensifier la propagande antireligieuse demandant que  les matières scolaires soient saturées d'athéisme et que l'éducation antireligieuse soit renforcée. Le 10 novembre 1954, le Comité publie une résolution contraire  critiquant l'arbitraire dans la campagne antireligieuse, comme l'utilisation de calomnie, de diffamation et d'insultes contre les croyants.
Les institutions publiques, en réponse à la résolution de juillet 1954, commencent à produire davantage de propagande antireligieuse. En 1957, l'Académie des sciences  publie son Annuaire du musée d'histoire de la religion et de l'athéisme, en 1959 Znanie édite un mensuel appelé Nauka i religiia (Science et religion), qui a une certaine ressemblance avec l'édition Bezbozhnik d'avant-guerre. Son tirage passe de 100 000 exemplaires par numéro à 400 000 au début des années 1980, puis tombe entre 340 000 à 350 000 exemplaires.
Dans son programme d’études, le système scolaire commence également à « améliorer » le matériel de propagande. Par exemple, un manuel publié contenait la déclaration suivante: « La religion est un reflet fantastique et pervers du monde dans la conscience de l'homme [. . .] La religion est devenue le moyen de l'asservissement spirituel des masses. ».
La période postérieure à 1954 est caractérisée par un libéralisme à l'égard des croyances religieuses jusqu'à la fin des années 1950. Pendant cette période, l'Église est renforcée  et le nombre de baptêmes ainsi que les candidats au séminaire ont augmenté.

## Reprise de la campagne antireligieuse
À la fin des années 1950, sous Nikita Khrouchtchev, une nouvelle période de persécution commence. Depuis 1941, l'Église ayant conforté sa position, le gouvernement juge nécessaire de prendre des mesures afin d'y remédier.
Les deux organisations d'État chargées de superviser la religion dans le pays (l'une pour les orthodoxes, l'autre pour tous les autres) ont changé leurs fonctions entre 1957 et 1964. À l'origine, Staline les avait créées en 1943 en tant qu'organes de liaison entre les communautés religieuses et l'État, cependant, pendant les années Khrouchtchev, leur fonction a été redéfinie en superviseurs dictatoriaux des activités religieuses du pays.
De nouvelles instructions sont émises en 1958 pour affaiblir la position des monastères, en les soumettant à des lourds impôts, en les privant de leurs terres afin de les amener à la fermeture et ainsi affaiblir l'église.
De 1959 à 1964, la persécution se manifeste par :
1. La fermeture massive des églises[56] réduisant leur nombre de 22 000 à 7 000 en 1965[105].
2. La fermeture de monastères et couvents, le renforcement de la législation de 1929 interdisant les pèlerinages
3. La fermeture de la plupart des séminaires encore existants et interdiction des cours de pastorale
4. L'Interdiction de tous les services à l'extérieur des murs de l'église et enregistrement de l'identité des adultes demandant le baptême, le mariage ou des funérailles à l'église[106]. Le non-respect de ces réglementations par le clergé entraîne le refus de leur enregistrement par l'État, signifiant qu'ils ne pourraient plus faire le travail pastoral ou liturgique  sans autorisation spéciale de l'État.
5. La privation des droits parentaux pour l'enseignement de la religion à leurs enfants, l'interdiction de la présence d'enfants aux offices religieux (à partir de 1961 avec les baptistes puis étendue aux orthodoxes en 1963) et l'administration de l'Eucharistie aux enfants de plus de quatre ans.
6. La retraite forcée, les arrestations et les peines de prison aux ecclésiastiques ayant critiqué l'athéisme[18] , la campagne antireligieuse, qui ont fait la charité chrétienne ou qui ont promu la religion .
7. L'interdiction de sonner les cloches des églises et les offices pendant la journée dans les milieux ruraux de mai à fin octobre sous prétexte d'une gêne des travaux agricoles.

Le gouvernement met en œuvre  des méthodes visant à fermer légalement des églises ou des séminaires (comme par exemple, refuser de donner des permis pour la réparation de bâtiments ou fermer des églises au motif qu'elles ne sont pas sûres). L'éducation  et la propagande antireligieuse sont intensifiées.
En 1960, le Comité central préconise  le `` travail individuel '' parmi les croyants, un concept déjà utilisé dans les années 1930. Il s'agit de nommer des tuteurs athées prenant en main des croyants connus afin de les convaincre de devenir athées. Dans la plupart des cas, les tuteurs sont les compagnons de travail des croyants. Si le croyant rechigne,  le tuteur le signale au syndicat ou au collectif professionnel, et le «retard et l'obstination» des croyants  sont présentés dans les réunions publiques. Si nécessaire, le harcèlement administratif prend la relève au travail ou à l'école, avec des emplois moins rémunérés, le blocage de promotion ou l'expulsion de l'université. En général, les enseignants punissent  physiquement les écoliers croyants.
En 1961, le gouvernement interdit au clergé d'appliquer toute sorte de mesure disciplinaire aux fidèles. Les prêtres sont transformés en employés du groupe de membres laïcs qui en vertu de la loi «possèdent» la paroisse. Des mesures introduites ont interféré avec la vie spirituelle de l'église, sapant sa capacité financière. Les membres du clergé sont surveillés.
Afin de soutenir la lutte antireligieuse, de nouvelles institutions publiques sont créées. Le laxisme dans la lutte antireligieuse est critiqué, et la méthodologie remise en cause lors de conférences.
Plus de 50 000 membres du clergé sont exécutés entre 1917 et la fin de l'ère Khrouchtchev. Le nombre de laïcs dépasse probablement largement ce chiffre. Les membres de la hiérarchie ecclésiale sont emprisonnés ou expulsés, remplacés par des membres d'un clergé docile, dont certains ont des liens avec le KGB.

## 1964-1970
Après la chute de Khrouchtchev, les écrivains soviétiques commencent à remettre prudemment en question l'efficacité de la campagne antireligieuse arrivant au constat d'échec. Il n'y a aucune avancée notable dans la propagation de  l'athéisme, à  contrario les croyants sont poussés dans la clandestinité devenant plus dangereux pour l'État. Les persécutions de masse cessent après Khrouchtchev. Peu d'églises fermées sont rouvertes, celles-ci correspondent à celles fermées par les autorités locales.
Les deux principaux journaux antireligieux, Annuaire du Musée d'histoire de la religion et de l'athéisme et Problèmes d'histoire de la religion et de l'athéisme cessent de paraître reflétant les avis négatifs envers ces publications par les experts qui faisaient partie des institutions ayant produit ces documents.
Le 10 novembre 1964, le Comité central du PCUS prend une résolution dans laquelle il réaffirme les instructions  selon lesquelles les actions qui offensent les croyants ou qui font des ingérences administratives dans l'église sont inacceptables.
Cependant, le principe de persécuter la religion pour répandre l'athéisme reste présent, mais la méthodologie a été réexaminée après Khrouchtchev. Bon nombre des instructions secrètes et non officielles visant à réprimer l'Église sont transformées en lois officielles sous le contrôle de Brejnev, ce qui  légitime de nombreux aspects des persécutions.
L'un des premiers signes du changement de politique est la parution d'articles dans la presse officielle rapportant que des millions de croyants soutiennent le communisme, dont des mouvements religieux de gauche, en particulier dans l'ouest et le tiers monde (Théologie de la libération en Amérique latine), et que la religion ne doit pas être attaquée.
L'Académie des sciences sociales du Comité central du PCUS s'est vu confier la fonction de publier des études  sur la religion et l'athéisme, travail effectué auparavant par l'Académie des sciences. Une nouvelle publication, « Problems of Scientific Athéisme », est venue remplacer « Problems of History and Athéisme » en 1966.
En 1965, les deux conseils des affaires religieuses du pays sont  fusionnés dans le Conseil des affaires religieuses (CRA). Ce nouvel organe  reçoit une législation officielle qui lui  attribue des pouvoirs dictatoriaux sur l'administration des organes religieux dans le pays (auparavant, les deux organisations qui l'ont précédé utilisaient ces pouvoirs sous des instructions non officielles). Plus  tard, V. Furov, directeur adjoint du CRA, écrit dans un rapport au Comité central du PCUS: « Le Synode est sous la supervision du CRA. La question de la sélection et de la répartition de ses membres permanents est entièrement entre les mains de l'ARC, les candidatures des membres tournants sont également coordonnées au préalable avec les responsables de l'ARC. Le Patriarche Pimen et les membres permanents du Synode élaborent tous les ordres du jour des sessions du Synode dans les bureaux du CRA ... et coordonnent [avec nous] les «Décisions du Saint Synode» finales ».
Jusqu'à la fin des années 1980, l'État n'a pas autorisé la réouverture des séminaires , mais a accepté de permettre l'expansion de trois séminaires et des deux académies universitaires du pays qui n'étaient pas fermées.
Après 1964, le volume de la propagande antireligieuse, dans les conférences, les livres, la presse, les articles, etc., a généralement diminué. Cependant, la circulation des œuvres imprimées dépasse ce qu'elle avait été sous Khrouchtchev. Bien que les documents du parti de l'époque utilisent un langage moins direct pour critiquer la religion, il n'y a pas d'accalmie dans la propagande antireligieuse. Le ton de la propagande antireligieuse est moins agressif  suscitant des critiques de la Pravda, qui éditorialise sur une indifférence croissante envers la lutte anti-religieuse.
Dans les années 1970 et 1980, le Komsomol est critiqué dans les documents du parti  pour son laxisme dans le travail antireligieux chez les jeunes. En 1966, dans le cadre du renouveau de l'idéologie et de l'athéisme chez la jeunesse soviétique , la résolution du 15e congrès du Komsomol préconise de créer des écoles spéciales républicaines et de district du Komsomol, sur le modèle des écoles du parti.
En décembre 1971, faisant suite à une résolution du Comité central du PCUS de 1967, la `` Société philosophique de l'URSS '' est fondée dans le but d'une `` propagande athée infatigable du matérialisme scientifique et … de la lutte contre les tendances révisionnistes tolérantes envers la religion, contre toutes concessions à la religion. la Weltanschauung religieuse.
Si le clergé qui a violé la loi peut être puni, aucune sanction légale n'est prévue envers les autorités laïques qui ont violé les lois sur les cultes religieux.
Malgré le déclin de la persécution, les médias soviétiques rapportent que dans les années post-Khrouchtchev les rites religieux comme les mariages, les baptêmes et les funérailles, sont en déclin comme  le nombre  de personnes pratiquant la religion. Cela est présenté comme un processus naturel, plutôt que comme le résultat de la terreur, du harcèlement, des menaces ou des enfermements physiques. La qualité des études qui ont émis ces chiffres a été remise en question par des universitaires, dont des chercheurs soviétiques.
Les médias soviétiques ont tenté de vulgariser les clubs KVAT (clubs d'athéisme militant) qui ont eu peu de succès , sauf en Lettonie. Des clubs similaires ont rencontré un certain succès dans l'ouest de l'Ukraine.

## Renouvellement de la persécution dans les années 1970
Au milieu des années 1970, à la suite des amendements de 1975 à la législation antireligieuse de 1929 et du 25e congrès du parti, débute une période plus agressive de persécution antireligieuse. Elle résulte d'une inquiétude croissante face à l'indifférence, en particulier chez les jeunes, à l'égard de la lutte antireligieuse, ainsi que des influences croissantes de l'Église.
La propagande antireligieuse s'intensifie. Elle fait la distinction entre la supposée majorité loyale des croyants et les ennemis de l'État qui occupent les franges de la religion. Les prêtres et les évêques qui ne se soumettent pas complètement à l'État et / ou qui se livrent à des activités religieuses en dehors de la routine des rites religieux, sont considérés comme des ennemis de l'État. Des évêques critiqués pour leur « haute activité religieuse » sont déplacés à travers le pays. Le Conseil pour les Affaires Religieuses (CAR) affirme avoir pris le contrôle du Synode du Patriarche, qui est contraint de coordonner ses sessions et ses décisions avec le CAR.
La hiérarchie ecclésiale ne peut avoir aucun pouvoir disciplinaire. Alors que l'État autorise la liberté de sermons et d'homélies, cette liberté est limitée car elle ne peut avoir qu'un « caractère exclusivement religieux ». Les ecclésiastiques qui prêchent contre l'athéisme et l'idéologie de l'État ne sont pas protégés). Le clergé tiède est toléré tandis que le clergé missionnaire peut être radié.
Les personnes plus instruites ou qui occupent des postes importants sont sujettes à un harcèlement et à des sanctions plus sévères. Les jeunes religieux des collèges peuvent parfois être envoyés dans des hôpitaux psychiatriques au motif que seule une personne souffrant d'un trouble psychologique serait toujours religieuse après avoir suivi toute l'éducation hâtée.
En 1975, le CAR se voit confier un rôle officiel de supervision juridique de l'État. Chaque paroisse est mise à la disposition de le CAR qui seule a le pouvoir d'accorder l'enregistrement. Le CAR peut décider arbitrairement de l'enregistrement des communautés religieuses et leur permettre d'exercer. Cette politique s'accompagne d'intimidation, de chantage et de menaces envers le clergé, et dans son ensemble vise à démoraliser l'Église.
La Constitution soviétique de 1977 est parfois interprétée par les autorités comme contenant une obligation pour les parents d'élever leurs enfants dans l' athéisme. Dans le cas contraire, il est légalement possible de priver les parents de leurs enfants, mais ces restrictions légales sont appliquées de manière sélective
La méthodologie de la propagande antireligieuse est affinée et les anciennes méthodes sont critiquées pour leur laxisme. En 1979, le Comité central du PCUS publie une résolution importante  qui appelle à une propagande antireligieuse plus forte.
A  la fin des années 1970, des rumeurs font état qu'une étude scientifique approfondie réalisée par Pisarov contredit les chiffres officiels du nombre de personne abandonnant la religion, mais que pour cette raison, celle-ci n'a pas été publiée.
En 1983, le CC publie une autre résolution qui promet que le travail idéologique contre la religion sera la priorité absolue des comités du parti à tous les niveaux.
En 1988, l'Église et l'État mènent une bataille de propagande sur le rôle de l'Église dans l'histoire de la Russie dans les années qui ont précédé le 1000e anniversaire de la conversion de la Russie au christianisme.
En 1987, le nombre d'églises fonctionnelles en Union soviétique tombe à 6893 et le nombre de monastères fonctionnels à 18.

## Infiltration par les services secrets soviétiques
Selon les archives Mitrokhin, le patriarcat de Moscou a été fondé en 1943 sur ordre de Staline en tant qu'organisation de façade du NKVD et du KGB  Les nominations aux postes clés dans l'Église, dont les évêques, ont été approuvés par le Département idéologique de CPSU et par le KGB. Les prêtres ont été utilisés comme agents d 'influence au sein du Conseil œcuménique des Églises et des organisations de façade, telles que le Conseil mondial pour la paix, la Conférence Cristian pour la paix et la Société Rodina (« Mère patrie ») fondée par le KGB en 1975.
Le futur patriarche russe Alexius II déclare que Rodina a été créée afin de « maintenir des liens spirituels avec nos compatriotes ». Selon les archives Alexius a travaillé pour le KGB en tant qu'agent DROZDOV et a reçu une citation honorifique de l'agence pour ses services. Les prêtres ont également recruté des agents du renseignement à l'étranger et espionné les communautés d'émigrants russes. Cette information de Mitrokhin a été corroborée par d'autres sources.
L'infiltration du clergé par le KGB avait atteint le point où les agents du KGB écoutaient les confessions.

## Glasnost
À partir de la fin des années 1980, sous Mikhail Gorbatchev, les nouvelles libertés politiques et sociales aboutissent à la restitution de nombreux bâtiments à l'église afin d' être restaurés par les paroissiens. Un moment charnière de l'histoire de l'Église orthodoxe russe a eu lieu en 1988 - l'anniversaire du millénaire du baptême de Kievan Rus' .
Le patriarcat de Moscou a exercé des pressions afin d'obtenir la révision des lois antireligieuses. En janvier 1981, le clergé est requalifié dans son statut fiscal et imposé comme c'était le cas auparavant en tant qu'entreprise commerciale privée. Cette nouvelle législation accorde au clergé des droits de propriété, d'héritage et les privilèges similaires aux citoyens anciens combattants. L'organisation laïque paroissiale de 20 personnes qui possède une paroisse obtient le statut de personne morale avec le droit de conclure des contrats (l'église avait été privée de ce statut par Lénine en 1918). Pour la première fois depuis de nombreuses années, les sociétés religieuses peuvent légalement posséder leurs lieux de culte. Il reste cependant une certaine ambiguïté dans cette législation, qui permet une réinterprétation si l'État souhaite arrêter la diffusion «incontrôlée» de la construction de nouvelles églises.
Les organismes religieux peuvent encore être infiltrés par des agents de l'État, en raison du pouvoir des gouvernements locaux d'installer leurs propres membres dans l'organisation laïque qui possède la paroisse. Le plus grand avantage de cette nouvelle législation permet aux  enfants de dix ans et plus de participer à des rituels religieux et que les enfants de tout âge peuvent être présents à l'intérieur d'une église pendant les services et recevoir la communion.
Les professeurs des écoles de théologie et tous les membres du clergé ainsi que les laïcs travaillant pour le Département des relations ecclésiastiques extérieures de l'Église sont imposés de la même manière que  les employés soviétiques en reconnaissance de leur contribution à une image positive de l'Union soviétique à l'étranger.
L'allocation de l'Etat pour l'expansion des séminaires existants porte ses fruits et, au début des années 1980, la population étudiante de ces établissements passe à 2 300 coparés aux  800 de 1964. En 1985, les sociétés religieuses obtiennet la gestion et le contrôle de leurs comptes bancaires.
Cette législation des années 1980  marque une nouvelle attitude d'acceptation de la religion par un État qui a décidé que le mieux qu'il pouvait faire était  de minimiser ce qu'il considérait comme l'impact néfaste de la religion. Alors que l'État tente d'intensifier la persécution au cours des années 1980, l'Église considère cela comme des attaques d'arrière-garde par un ennemi en faillite idéologique. Les principaux dirigeants du parti s'abstiennent de s'impliquer directement dans la nouvelle offensive, probablement en raison d'une incertitude sur leur succès potentiel et  pour éviter de contrarier les croyants à la veille du millénaire de la conversion de la Russie à Christianisme.
Après la chute de l'Union soviétique, le gouvernement russe accepte ouvertement l'Église orthodoxe russe, il s'ensuivit un essor du nombre de fidèles en Russie.